# ستيف ريتشاردسون
ستيف ريتشاردسون (بالإنجليزية: Steve Richardson)‏ (11 فبراير 1962 بسلاو في المملكة المتحدة - ) هو لاعب كرة قدم بريطاني في مركز الدفاع. لعب مع نادي ريدنغ ونادي ساوثهامبتون وNewbury Town F.C. ‏.